# جي إم سي غرانايت
جي إم سي غرانايت (بالإنجليزية: GMC Granite)‏ هي سيارة مدمج MPV من صناعة جي إم سي.